# Шумановка (Алтайский край)
Шумановка — село в Немецком национальном районе Алтайского края, административный центр и единственный населённый пункт Шумановского сельсовета.
Основано в 1911 году
Население — 1190 (2021)

## Название
Названо по имени Шумана Николая Карловича — заведующего отделом переселения и землеустройства Томской губернии.

## Физико-географическая характеристика
Село расположено в пределах Кулундинской равнины, относящейся к Западно-Сибирской равнине, на высоте 134 метра над уровнем моря. Рельеф местности равнинный. Село окружено полями. Распространены чернозёмы южные и тёмно-каштановые почвы.
По автомобильным дорогам расстояние до районного центра села Гальбштадт — 7 км, до краевого центра города Барнаула — 410 км, до ближайшего города Славгород — 43 км.

### Климат
Климат умеренный континентальный (согласно классификации климатов Кёппена-Гейгера — тип Dfb). Среднегодовая температура положительная и составляет +1,6° С, средняя температура самого холодного месяца января − 17,6 °C, самого жаркого месяца июля + 20,3° С. Многолетняя норма осадков — 313 мм, наибольшее количество осадков выпадает в июле — 56 мм, наименьшее в марте — 13 мм
Часовой пояс
Шумановка, как и весь Алтайский край, находится в часовой зоне МСК+4. Смещение применяемого времени относительно UTC составляет +7:00.

## История
Основано меннонитами в 1911 году. Первые поселенцы — выходцы из Причерноморья, позже и Оренбуржья. В 1912 год здесь было уже 40 хозяйств, в первый же год была построена школа. До 1917 года входило в состав Барнаульского уезда Томской губернии (Хортицкая, Орловская волости).
В 1924 году организовано товарищество по обработке земли, в 1925 году преобразовано в артель «Прогресс». В 1926 году создана вторая артель «Молния». С 1920-е годы действовали маслоартель, семеноводческое и племенное товарищество, машинное товарищество, пункт ликбеза, изба-читальня, начальная школа. В 1930 году организована артель, через год колхоз «Единство» («Einheit»; в 1934—1961 гг. — колхоз им. Жданова). В 1941 году в село поселили депортированных немцев Поволжья.
С 1961 по 1991 год — колхоз им. XXII съезда КПСС, который объединил ряд соседних поселений. В процессе укрупнения колхозов в 1960-е годы в Шумановку переселили жителей сел: Красное (Клеефельд, немцы-меннониты), Архиповка (русские), Константиновка (Циммерталь, немцы-католики). С 1991 года — сельхозартель племзавод «Шумановский».

## Население
| 1926  | 1980  | 1987  | 1989  | 1991  | 1995  | 1997  | 1998  | 1999  | 2000  | 2001  |
| ----- | ----- | ----- | ----- | ----- | ----- | ----- | ----- | ----- | ----- | ----- |
| 341   | ↗1148 | ↗1153 | ↗1275 | ↗1305 | ↘1300 | ↗1323 | ↗1443 | ↗1447 | ↗1450 | ↗1464 |
| 2002  | 2003  | 2004  | 2005  | 2006  | 2007  | 2008  | 2009  | 2010  | 2011  | 2012  |
| ↘1380 | ↗1482 | ↗1600 | ↘1445 | ↘1424 | ↘1406 | ↗1455 | ↘1389 | ↘1288 | ↘1286 | ↘1273 |
| 2013  | 2014  | 2015  | 2016  | 2017  | 2018  | 2019  | 2020  | 2021  |       |       |
| ↗1292 | ↘1261 | ↘1224 | ↘1222 | ↘1212 | ↘1197 | →1197 | ↘1196 | ↘1190 |       |       |

В 1995 году немцы составляли 54 % населения села.

## Инфраструктура
В селе имеется зал обрядов, дом молитвы, кафе-столовая, гостиница, спорткомплекс, фельдшерско-акушерский пункт. В селе работает средняя общеобразовательная школа.